# تشارلز آرثر موسر
تشارلز آرثر موسر (بالإنجليزية: Charles Arthur Moser)‏ هو ناقد أدبي وصحفي أمريكي، ولد في 6 يناير 1935، وتوفي في 11 ديسمبر 2006 في صوفيا في بلغاريا.